# South Shields

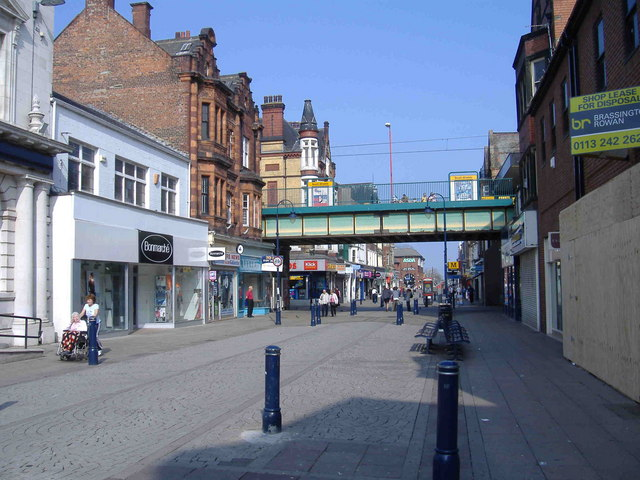
Vista de la calle King Street, la principal calle comercial de South Shields. La estación de metro se encuentra por encima de la calle, en el puente.

South Shields es una ciudad costera del condado de Tyne and Wear, Inglaterra, situada en la desembocadura del río Tyne. Se encuentra a 16 km del centro de la ciudad de Newcastle upon Tyne. La ciudad tiene una población de 82.854 habitantes y es parte del distrito metropolitano de South Tyneside, que incluye las ciudades rivereñas de Jarrow y Hebburn y los pueblos de Boldon, Cleadon y Whitburn.